# Кіт у чоботях 2: Останнє бажання
«Кіт у чоботях 2: Останнє бажання» (англ. Puss in Boots: The Last Wish) — американський комп'ютерний анімаційний пригодницький фільм кіностудії DreamWorks Animation. Продовженням спін-офу Шрека «Кіт у чоботях». Фільм знятий режисером Джоелом Кроуфордом. В кінотеатрах України вийшов 22 грудня 2022 року. Цифровий реліз вийшов 2023 року 6 січня. Головні герої Кіт у Чоботях, Кицька М'яколапка та пес Перріто. Роль Кота у чоботях озвучує іспанський актор Хосе Антоніо Домінгес Бандера відомий під сценічним псевдонімом Антоніо Бандерас.

## Сюжет
У місті Дель-Мар відомий герой і авантюрист Кіт у чоботях влаштовує вечірку у домі губернатора й випадково розбудив неподалік гіганта. Кіт вгамовує гіганта і рятує місто, але його смертельно розчавлює дзвін. Кіт прокидається в лікарні, де лікар повідомляє йому, що він використав вісім зі своїх дев'яти життів, і закликає його відійти від пригод. Кіт спочатку відмовляється, але згодом зустрічає таємничого вовка з чорним капюшоном у місцевому пабі тієї ночі, який обеззброює його та розсікає йому чоло на дуелі. Кіт біжить до будинку котофанки, на ім'я Мама Луна й урочисто ховає своє вбрання в її саду.
Пізніше злочинна сім'я Золотоволоски і Трьох Ведмедів з'являється в резиденції Луни в пошуках Кота, але знайшли тільки його «могилу». Кіт випадково чує, як вони згадують про чарівну Зірку Бажань, яка може виконати одне бажання тому, хто несе її карту, і про те, що Джек Горнер, корумпований кондитер і колекціонер магічних артефактів, має отримати карту тієї ночі. Кіт вдирається в пекарню Горнера, щоб викрасти карту та відновити його дев'ять життів, несподівано возз’єднавшись зі своєю ображеною колишньою нареченою М’яколапкою, яка також шукає карту. Після короткої сутички зі Золотоволоскою і Горнером, Котом, Кицею та бродячим псом, коти з Перріто втікають з картою. Золотоволоска, ведмеді, Горнер і його поплічники кинулися в погоню, і під час втечі Кіт знову помічає вовка в капюшоні.
Карта веде тріо до Темного лісу, кишенькового виміру, який змінює свою місцевість залежно від власника карти; І Кіт, і Кицька отримують темні, пекельні пейзажі, тоді як Перріто — барвистий і, здавалося б, спокійний ліс. Під час іншої сутички з військами Горнера та Золотоволоски Кіт знову помічає вовка з каптуром і тікає, відволікаючи Кицю та дозволяючи Золотоволасці отримати карту. Після того як Перріто заспокоює його від панічної атаки, Кіт зізнається, що залишив Кицю біля вівтаря в день їхнього весілля. Киця підслуховує їх і згодом розповідає, що вона також ніколи не була на весіллі, відчуваючи, що ніколи не зможе конкурувати з тим, хто любить себе більше, ніж її.
Кіт і Киця повертають карту у Золотоволоски, коли її група відвертається на прояв їхнього лісового котеджу. У міру того, як ландшафт змінюється, Перріто захоплюють ведмеді, а Кіт опинився в пастці в кристалічній печері, а Киця сама витягує Перріто. Усередині печери Кіт зустрічає кришталеві відображення своїх минулих життів, які глузують з нього за те, що він змінив своє зарозуміле ставлення. Вовк у капюшоні з’являється ще раз і представляється Смертю, показуючи, що він прагне вбити Кота як відплату за те, що він марно витратив свої минулі життя. У паніці Кіт тікає з картою, М'яколапка та Перріто спостерігають за цим здалеку. Тим часом Золотоволоска розповідає, що бажає людської родини, засмучуючи ведмедів; однак вони все одно погоджуються їй допомогти.
Кіт досягає зірки бажань, але Киця дорікає йому за егоїзм, а також зізнається, що хотіла знайти того, кому могла б довіряти. Золотоволоска, ведмеді та Горнер прибувають, і починається ще одна бійка, під час якої Золотоволоска вирішила врятувати життя Ведмедика, а Горнер опиняється в пастці у своєму чарівному бездонному мішку. Пізніше також приходить Смерть і ловить Кота поруч із собою в кільці пекельного вогню, викликаючи його на ще одну дуель. Замість того, щоб бажати більше життів, Кіт дуелює та обеззброює Смерть, сміливо заявляючи, що продовжить боротьбу за своє останнє життя. Побачивши, що Кіт втратив свою зарозумілість і нарешті прийняв свою смертність, Смерть неохоче щадить його, але обіцяє Коту, що вони зустрінуться знову перед від’їздом.
Горнер, з'ївши чарівне печиво, виходить зі своєї сумки велетнем і забирає карту у Кота й Киці. Коли він намагається загадати бажання, Перріто відволікає його на досить довгий час, щоб інші розірвали карту на шматки, внаслідок чого Зірка Бажань впала та поглинула Горнера. Згодом Золотоволоска приймає ведмедів як свою сім’ю та йде з ними, щоб заволодіти пекарнею Горнера, а Кіт відновлює своє кохання до Киці та усиновлює Перріто. Дещо пізніше тріо викрадає корабель у губернатора Дель-Мара та відпливає, щоб відвідати «деяких старих друзів».

## Ролі озвучують
- Антоніо Бандерас — Кіт у чоботях
- Сальма Хаєк — Кицька М'яколапка
- Гарві Гіллен — Перріто
- Флоренс П'ю — Золотоволоска
- Джон Малейні — «Великий» Джек Горнер
- Вагнер Моура — Вовк
- Олівія Колман — мама ведмедиха
- Рей Вінстон — батько ведмідь
- Самсон Кайо — ведмежатко
- Да'Він Джой Рендольф — мама Луна
- Кевін МакКенн — коник сумління
- Коді Камерон — Піноккіо
- Конрад Вернон — Пряниковий чоловічок

## Виробництво

### Розробка
У листопаді 2012 року виконавчий продюсер Гільєрмо дель Торо сказав, що пара начерків сиквела вже готова, і що режисер Кріс Міллер хотів відправити Кота в пригоду по екзотичних місцях. У квітні 2014 року голос кота — Антоніо Бандерас заявив, що робота над сиквелом тільки почалася. 12 червня 2014 року фільм «Кіт у чоботях 2: Дев'ять життів і сорок розбійників» повинен був вийти 2 листопада 2018 року. У серпні 2014 року він був перенесений на місяць на 21 грудня 2018 року. У січні 2015 року «Кіт у чоботях 2» був вилучений з графіка випуску після корпоративної реструктуризації та нової політики "DreamWorks Animation"з випуску двох фільмів на рік. У березні 2015 року Бандерас заявив в інтерв'ю, що сценарій знаходиться на стадії реструктуризації, і що у фільмі може з'явитися Шрек.

### Пре-продакшн
6 листопада 2018 року Variety оголосило, що Крісу Меледандрі було доручено стати одним з виконавчих продюсерів фільмів «Шрек 5» і «Кіт у чоботях 2» з поверненням колишніх акторів. 26 лютого 2019 року було підтверджено, що продовження все ще знаходиться в розробці, і Боб Персічетті мав зрежисувати фільм. 19 серпня 2020 року «DreamWorks „зареєструвала товарний знак“ Кіт у чоботях 2: останнє бажання» в якості нової назви сиквела, який був затверджений 20 грудня 2020 року. У березні 2021 року Джоел Клоуфорд змінив Персічетті на посаді режисера, який раніше керував фільмом «DreamWorks» «Сімейка Крудс 2: Новосілля».

## Випуск
«Кіт у чоботях 2: останнє бажання» вийшов у кінотеатрах 21 грудня 2022 року компанією Universal Pictures. Спочатку фільм планувалося випустити 2 листопада 2018 року, але був відкладений до 21 грудня 2022 року. Фільм вийшов на екрани в кінотеатрах України 22 грудня 2022 року.

## Сприйняття
На агрегаторі рецензій Rotten Tomatoes фільм отримав 95 % схвальних рецензій з середньою оцінкою 7,6/10. Консенсус вебсайту стверджує: «Розумний, милий і кумедний „Кіт у чоботях: Останнє бажання“, який з'явився через понад десять років після попередньої частини, доводить, що деякі франшизи стають лише кращими з віком». На Metacritic середньозважена оцінка складає 73 бали зі 100, що вказує на «загалом схвальні» рецензії.
Емма Стефанські з IndieWire писала, що «Останнє бажання» продовжує нахабну схильність франшизи «Шрек» зіштовхувати популярних казкових героїв. Фільм використовує тривимірну анімацію, стилізовану під малюнки в стилі «Людина-павук: Навколо Всесвіту». Його сюжет похмуріший, ніж можна було очікувати, проте оповідь подається невеликими порціями, дозволяючи історії розгортатися природно та несподівано. «Останнє бажання» не соромиться випробовувати очікування молодої аудиторії, водночас розповідаючи про те, як слід цінувати життя.
Ґленн Кенн у The New York Times вказав, що «Кіт у чоботях» містить кумедні жарти та спирається на ностальгію. При цьому фільм має сюжетну структуру відеогри, де Кіт і його когорта за допомогою анімованої карти йдуть до зірки бажань, переслідувані персонажами дитячих історій. DreamWorks, студія, яка придумала «Шрека», незабаром стала анти-Pixar у гіршому сенсі, та «Кіт у чоботях 2» зроблений акуратно і досить часто зачаровує.
Костянтин Рильов у журналі «Фокус» зробив висновок — основна ідея фільму доволі глибока: «якщо ти допомагаєш, дружиш, твориш, любиш — не тільки себе, можеш пожертвувати своїми амбіціями заради інших істот, то такий подвиг здатний зупинити навіть Смерть». Попри надмір постмодерністських запозичень з різних казок, у фільмі є оригінальні моменти. Зображення позитивних персонажів казок злими, а злих — добрими вже було в «Правдива історія Червоної Шапочки» (2005) і «Червона Шапочка проти зла» (2011). Але в «Останньому бажанні» є оригінальні постаті, як наївний песик Перріто, що підбадьорює в скрутний час, і Вовк-Смерть.